# Zkamenělý zámek
Zkamenělý zámek je přírodní památka – skupina skal s nadmořskou výškou 768 metrů v jihozápadní části svahového (vedlejšího) hřbetu geomorfologického okrsku Borovský les, významná geologická a památkově chráněná archeologická lokalita Žďárských vrchů. Nachází se v katastrálním území Česká Cikánka, v části města Svratky v okrese Žďár nad Sázavou, náležejícím do Kraje Vysočina v České republice.
Skalní výchozy typu mrazových srubů dvojslídné ortoruly svrateckého krystalinika (biotitický alkalicko-živcový metagranit s muskovitem) jsou situovány na okraji slepého hřbetu (rozsocha). Bezejmennou vyvýšeninu georeliéfu tvoří hornina biotit muskovitická ortorula typu metamorfitu v kutnohorsko-svratecké oblasti, v soustavě Českého masivu (krystalinikum a prevariské paleozoikum).
Ve vrcholové části geomorfologickým vývojem a zvětráváním modelovaná výrazná skalní hradba je členěná na skalní bloky s názvy Skříň, Hlava, Spárová věž a Zámecká věž (vrchol), na úbočí se nacházejí dva menší skalní útvary nazvané Hradiště a Rasovna a jihozápadně od vrcholové skalní věže osamocené skalisko s názvem Pivovar.

## Název
Základ současného zeměpisného názvu skupiny skal a chráněného území spočívá v lidové pověsti šířící se mezi obyvatelstvem původně osady Česká Cikánka (v současnosti část města Svratky), ležící západně od skupiny skal v hlubokém údolí u řeky Svratky. Pojmenování skupiny skal v podání různých sociálních skupin obyvatel v průběhu 18. až 19. století bylo v průběhu času rozdílné (Karlštein, Starý Karlštein, Zkamenělý zámek).
Pověst se týká struktury skalních bloků, připomínajících v lidské představě zříceniny stavby (například věž, okno, schody) neboli kamenné artefakty z pohledu archeologie. Také zřejmě souvislost s hradištěm a pravděpodobnou existencí středověkého hrádku nebo tvrze byla na počátku pověsti.
Lidovou pověst zaznamenal kulturní publicista František Zákrejs (1839 – 1907) při archeologickém průzkumu lokality ve druhé polovině 19. století (viz část Historie).
Zeměpisný název (toponymum) Zkamenělý zámek je Českým úřadem zeměměřickým a katastrálním standardizované jméno skupiny skal a chráněného území (přírodní památky).

## Historie

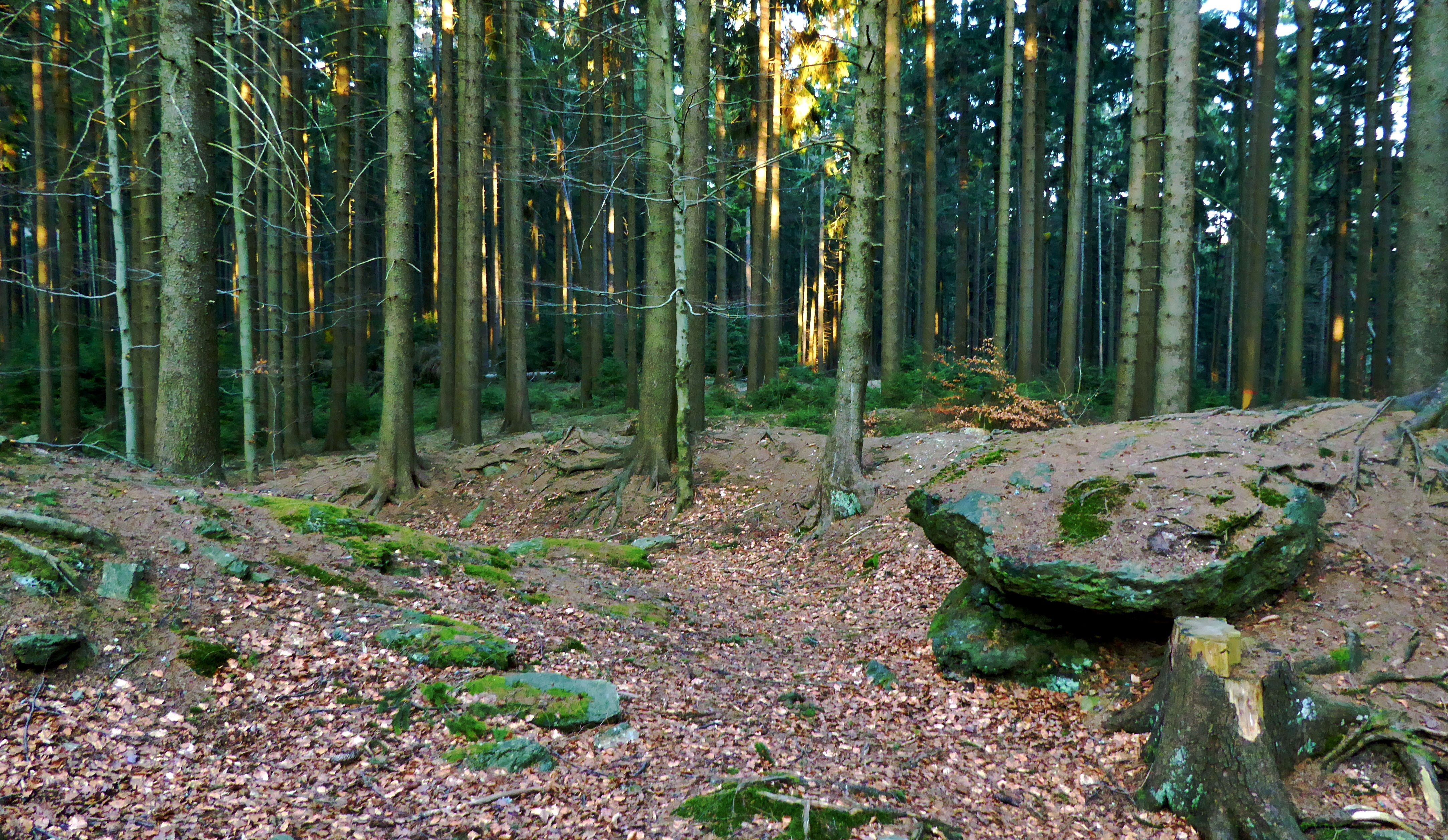
Příkop táhnoucí se v oblouku nad skupinou skal byl součástí opevnění vybudovaného v pravěku, sloužil i jako ochrana slovanského hradiště ve středověku

Na skalnatém vrcholu se v pravěku a snad i v raném středověku nacházelo hradiště, jehož zbytky byly využity pro stavbu vrcholně středověkého hradu.

Archeologický průzkum uskutečnil dne 27. září 1868 tehdy okresní sekretář z nedaleké Poličky, publicista a dramatik František Zákrejs (1839–1907). Zkoumal skaliska, příkopy a náspy kolem skalního systému, také z hlediska případných stop po zděné stavbě, žádné však nenalezl. Při ohledání lokality pořídil pravděpodobně první publikovaný schematický nákres s vyznačením skal a terénních nerovností (příkopy, náspy) a zmínil také lidovou pověst o zkamenělém zámku. V původní písemné podobě názvu článku publikovaného v časopisu Památky archaeologické a místopisné pojmenoval lokalitu a o ní pojednávající článek Karlšteinské hradiště u Svratky.

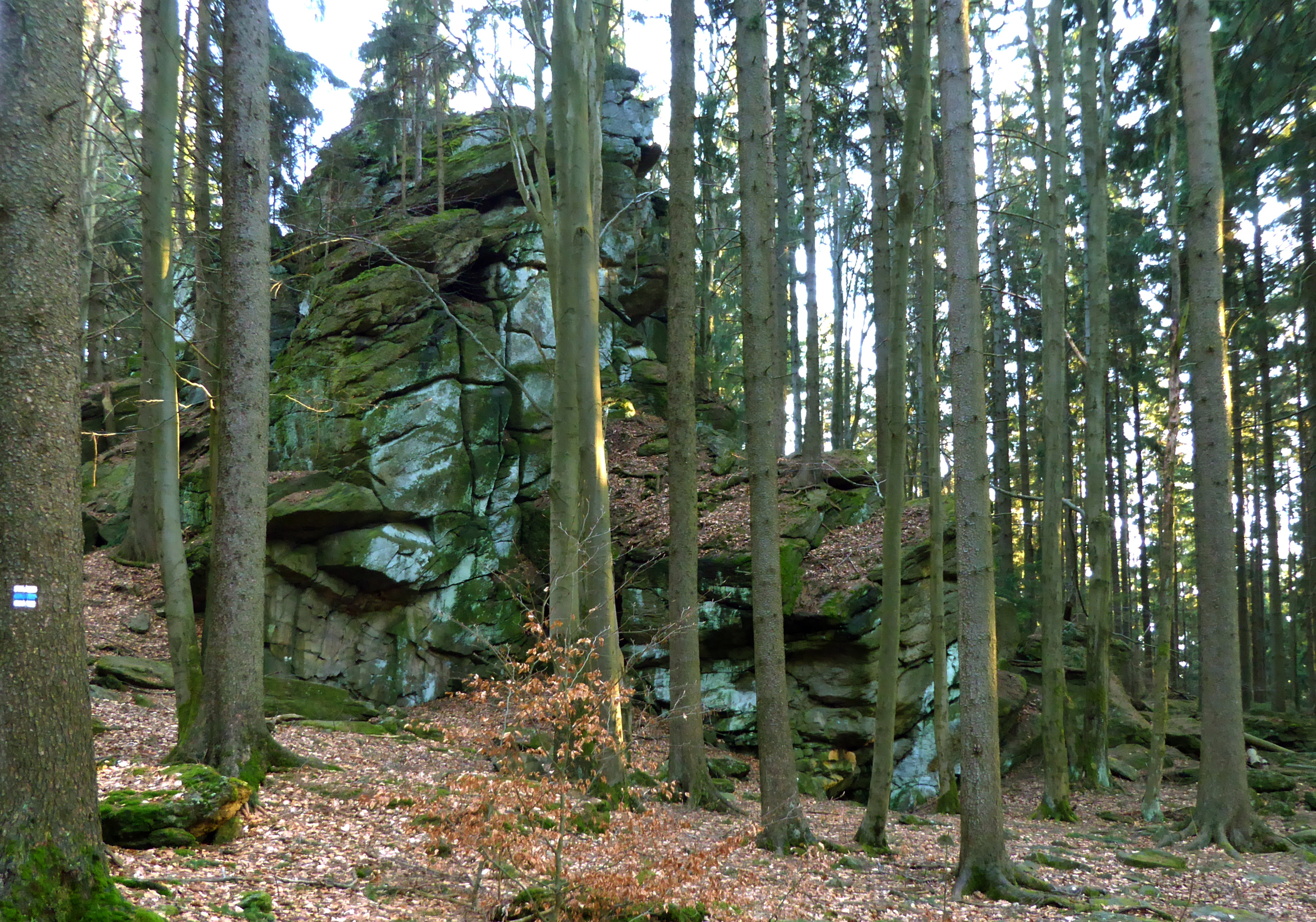
Pohled od severu z turistické trasy k vrcholovému skalisku s názvem Zámecká věž, někdy v literatuře označovaná jen Zkamenělá věž

Podle pověsti obyvatelé osady Česká Cikánka u řeky Svratky označovali v lokalitě skal například nejvyšší skalisko „zkamenělá zámecká věž" (v současnosti s názvem Zámecká věž), širokou rozsedlinu skalní hradby jako „zámecké okno“ (mezi skalními bloky Zámecká věž a Hlava) a stupňovité části skal podle jejich podoby jako „schody do zámku" (mezi skalními bloky Hlava a Skříň). V lidové představě bylo uskupení skal vnímáno jako části rozvalin stavby neboli kamenné artefakty z hlediska archeologie.
Zakladatel české archeologie, Jan Erazim Vocel (1802–1871), v roce 1854 též spoluzakladatel časopisu Památky archaeologické a místopisné, zmínil lokalitu v přednášce O hradištích a branách zemských na valném shromáždění Musea království Českého dne 26. května 1869 jako „hradiště u Karlštýna nedaleko Svratky v Chrudimsku”. Přednáška byla zveřejněna v časopisu Památky archaeologické a místopisné, díl VIII. (1868–1869), v roce 1869 číslo 5 (str. 325), u publikovaného textu uveden autor příjmením v písemné podobě Wocel.

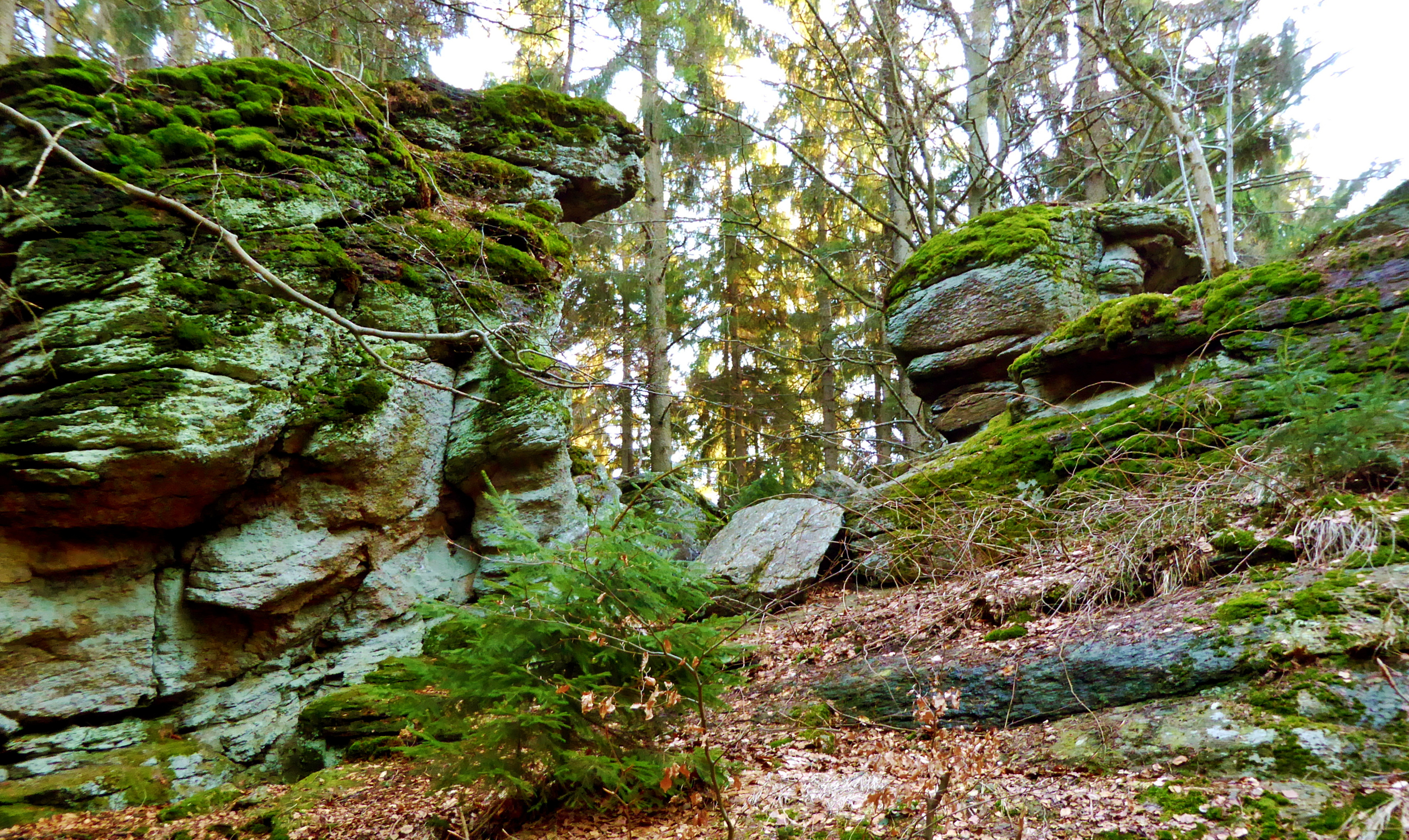
Za skalní průrvou vpravo skalisko Hlava, na něm částečně viditelný převis vzniklý skalním zřícením. Pod ním z jižní strany byly objeveny některé archeologické nálezy

Podrobné archeologické zkoumání lokality v srpnu až září roku 1887 a následně i v letním období let 1889 a 1890 provedli národopisec Karel Adámek (1840–1918) a jeho syn Karel Václav Adámek z Hlinska. Podle archeologických nálezů označili lokalitu za hradiště, dokumentovali nalezené střepy hliněných nádob (vypálených i nevypálených), kamenných a železných předmětů, také šípů, ve vrcholové části skal zbytky dřevěné stavby a vrstvu hlíny na místo přemístěné lidskou činností.
Obyvatelům původních osad v oblasti sloužila podle pověsti lokalita také k úkrytu v době Třicetileté války. V 17. a 18. století byla místem setkávání Českých bratří (Jednota bratrská) při pobožnostech v době pobělohorské.
V roce 2005 byla zveřejněna historickými prameny nepotvrzená hypotéza o spojitosti slovanského hradiště s názvem potoka v písemné podobě „Strahwiow” ze staroslovanské doby (v české archeologii 2. polovina 6. století až konec 7. století), s obecným odvoláním na tzv. letopisy (konkrétní historický pramen a současný název potoka neuvedeny, název „Strahwiow” vztažen k potoku, s domněnkou, že by mohlo jít o pojmenování také „návršního hradiště”). Potok Strahwiow zmiňuje Ladislav Hosák v Historickém místopissu země Moravskoslezské (Díl 3., Brněnský kraj, str. 325) ve spojitosti s obcí Strachujov, vzdálené přibližně 15 km na jihovýchod od skupiny skal Zkamenělý zámek (proto je domněnka o názvu lokality skal v podobě Strahwiow méně pravděpodobná). Také v listině krále Přemysla Otakara II. ze dne 12. prosince 1269 se potok Strahwiow (v současnosti Trhonický, podle vsi Trhonice) uvádí za část zemské hranice mezi Čechy a Moravou pro vymezení území ve sporu o statky premonstrátského kláštera v Litomyšli. Pod lokalitou skal (Zkamenělý zámek) byl ovšem hraniční úsek veden podél koryta řeky Svratky.

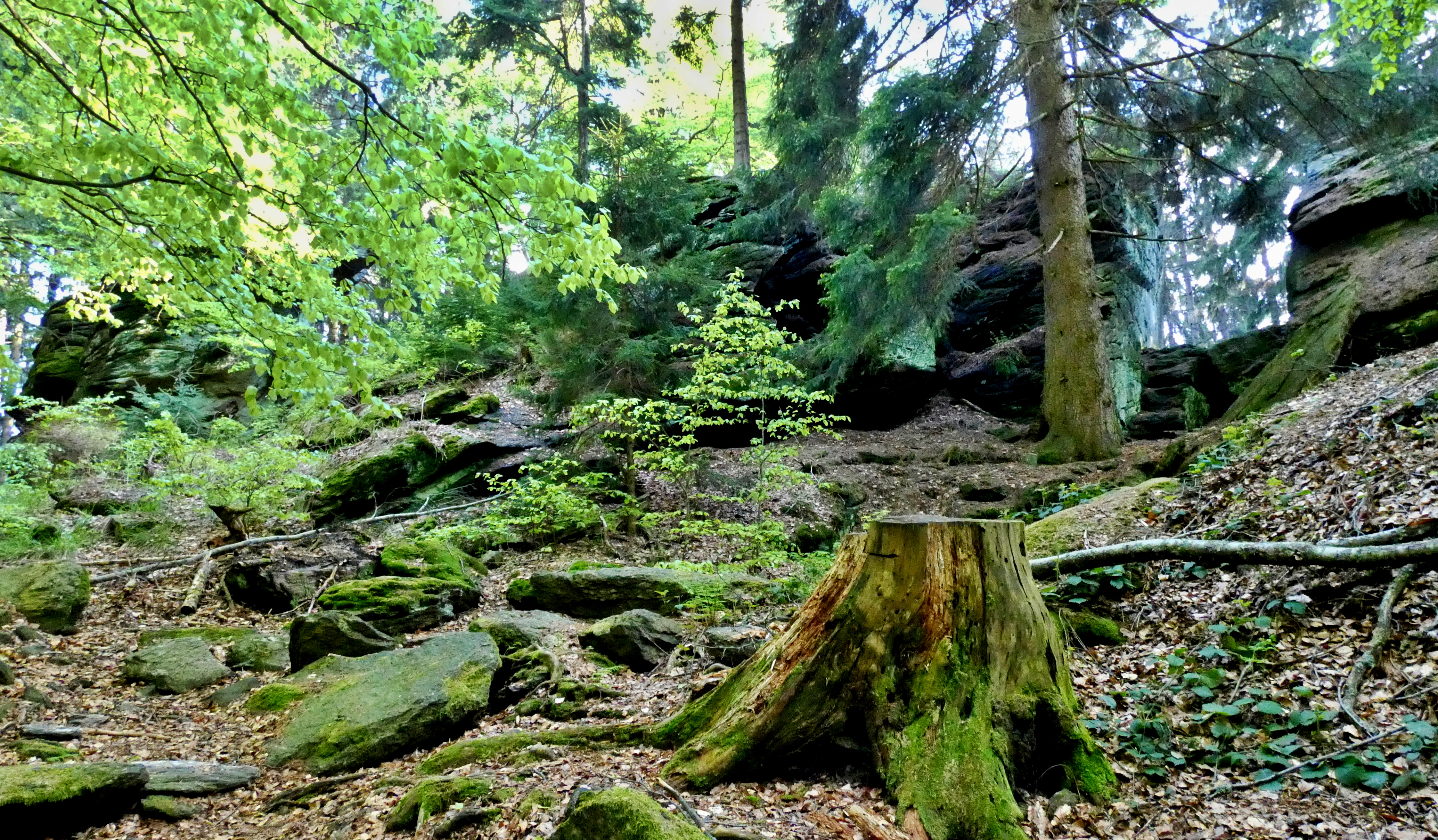
Z prostoru mezi skalními bloky je viditelná rozsedlina mezi útvary Hlava a Zámecká věž, podle lidové pověsti označována Okno

V historii města Svratky a obce Svratouch je uváděno označení skaliska lesními zaměstnanci rychmburského panství německým souslovím v písemné podobě „kahler Stein“, v českém významu lysý nebo také holý kámen. Podle německé výslovnosti česká zkomolenina (v písemné podobě „kálštein, kálrštein” atd.) se postupným vývojem ustálila ve tvaru Karlštein, v písemném projevu se v 19. století objevuje například v popisu hradiště v časopisu Památky archaeologické a místopisné (autor František Zákrejs).
Rychmburské panství od roku 1718 držel rod Kinských, v letech 1763 až 1823 majitelem Filip Kinský. Necelý kilometr od skupiny skal, tehdy na bezejmenném vrchu, zadal v roce 1770 výstavbu loveckého zámku v pozdně barokním stylu (v současnosti lovecký zámek Karlštejn), který byl dostavěn v roce 1775 (podle jiného zdroje 1776). Na objekt zámku a u něj nově založenou osadu bylo přeneseno pojmenování nejbližšího místa v původní písemné podobě Karlštein (údajně doloženo zápisem farnosti města Svratky, k níž tehdy příslušelo katolické obyvatelstvo). Následně se proto lokalita se skalisky označovala také s přívlastkem „Starý” (Karlštein).
Současný standardizovaný zeměpisný název Zkamenělý zámek má původ v lidské představivosti (lidově fantazii), která viděla v soustavě skalisek „zkamenělý“ útvar zámecké stavby (věž, okno, schody, atd.) podle lidové pověsti.

## Přírodní poměry
Skupina rulových skal je situována v Čechách, asi 3 km východně od centra města Svratky (náměstí 9. května) a ve vzdálenosti 1,4 km východním směrem od zástavby na katastrálním území Česká Cikánka (část Svratky).
Skalní výchozy se nacházejí zhruba v rozsahu nadmořských výšek 752 až 768 m (vrcholové skalisko Zámecká věž). Skalní útvary jsou z východní strany obehnány zřetelným náspem a dvojitým terénním valem.
Od 2. června 1977 je přírodní lokalita o rozloze 3,0618 ha a v rozsahu nadmořských výšek 720 až 768 m zvláště chráněným územím typu přírodní památky.

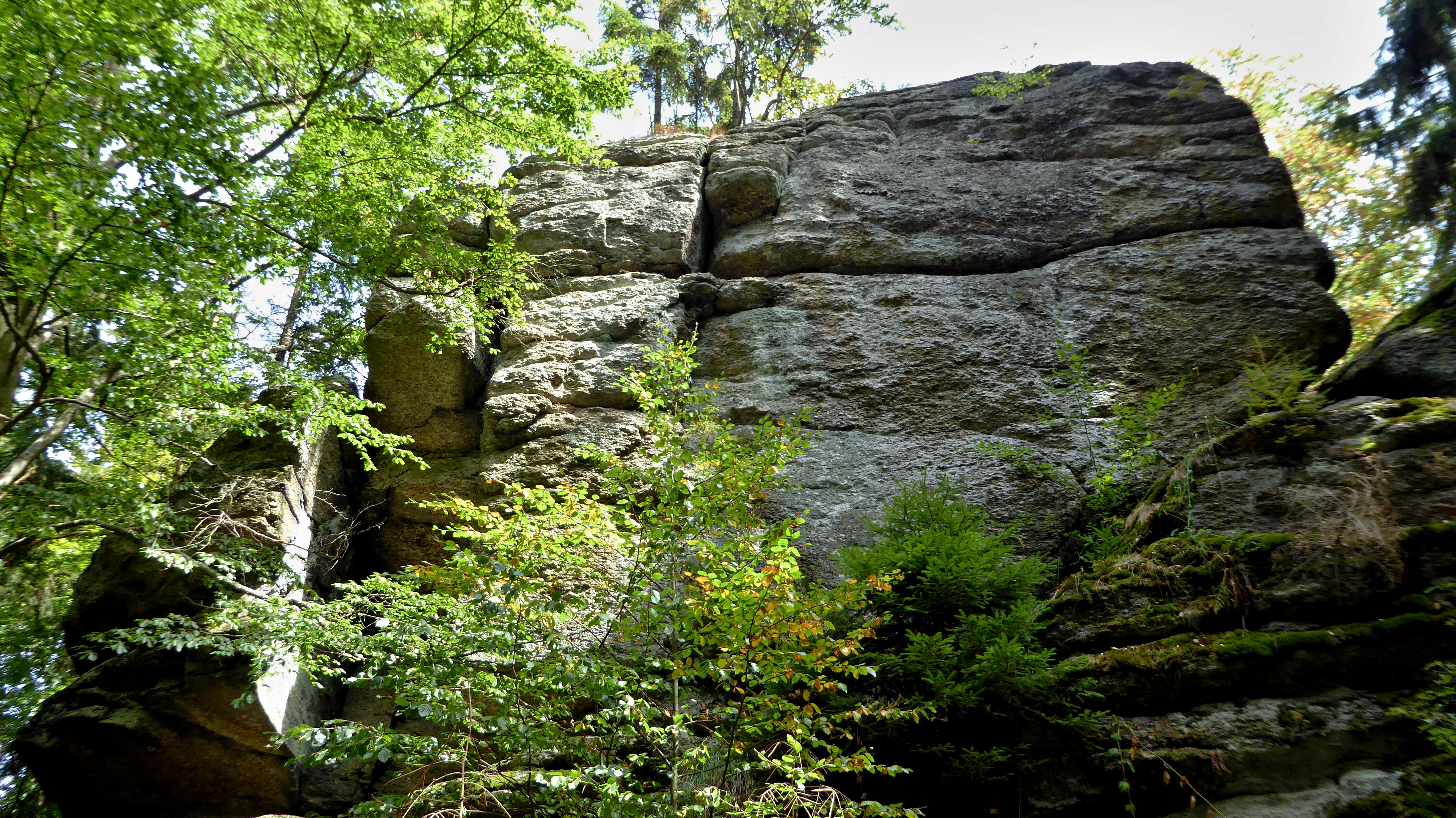
Vrchol Zámecké věže

Skalní výstupy nad říčním údolím Svratky jsou pro krajinu Žďárských vrchů v severozápadní oblasti Hornosvratecké vrchoviny typické. Skupinu rulových skal tvoří celkem sedm v terénu výrazných a pojmenovaných skalních útvarů. Jednotlivá skaliska označena tradičně podle tvaru skal připomínajících obecně některé objekty (abecedně řazeno): Hlava, Hradiště, Pivovar, Rasovna, Skříň, Spárová věž a vrcholové skalisko Zámecká věž, někdy v literatuře  označována jen „zkamenělá věž”.
Z hlediska regionálního geomorfologického členění georeliéfu Česka jsou skaliska situována na jihozápadním okraji svahového hřbetu geomorfologického okrsku Borovský les. Hlavní hřbet geomorfologického okrsku se táhne nad hlubokým říčním údolím Svratky, přibližně od severozápadu k jihovýchodu nad rozhraním s Devítiskalskou vrchovinou, od Bubnovaného kopce se stáčí k jihu nad sníženinu Milovské kotliny a dále pokračuje k rozhraní s geomorfologickým okrskem Pohledeckoskalská vrchovina.

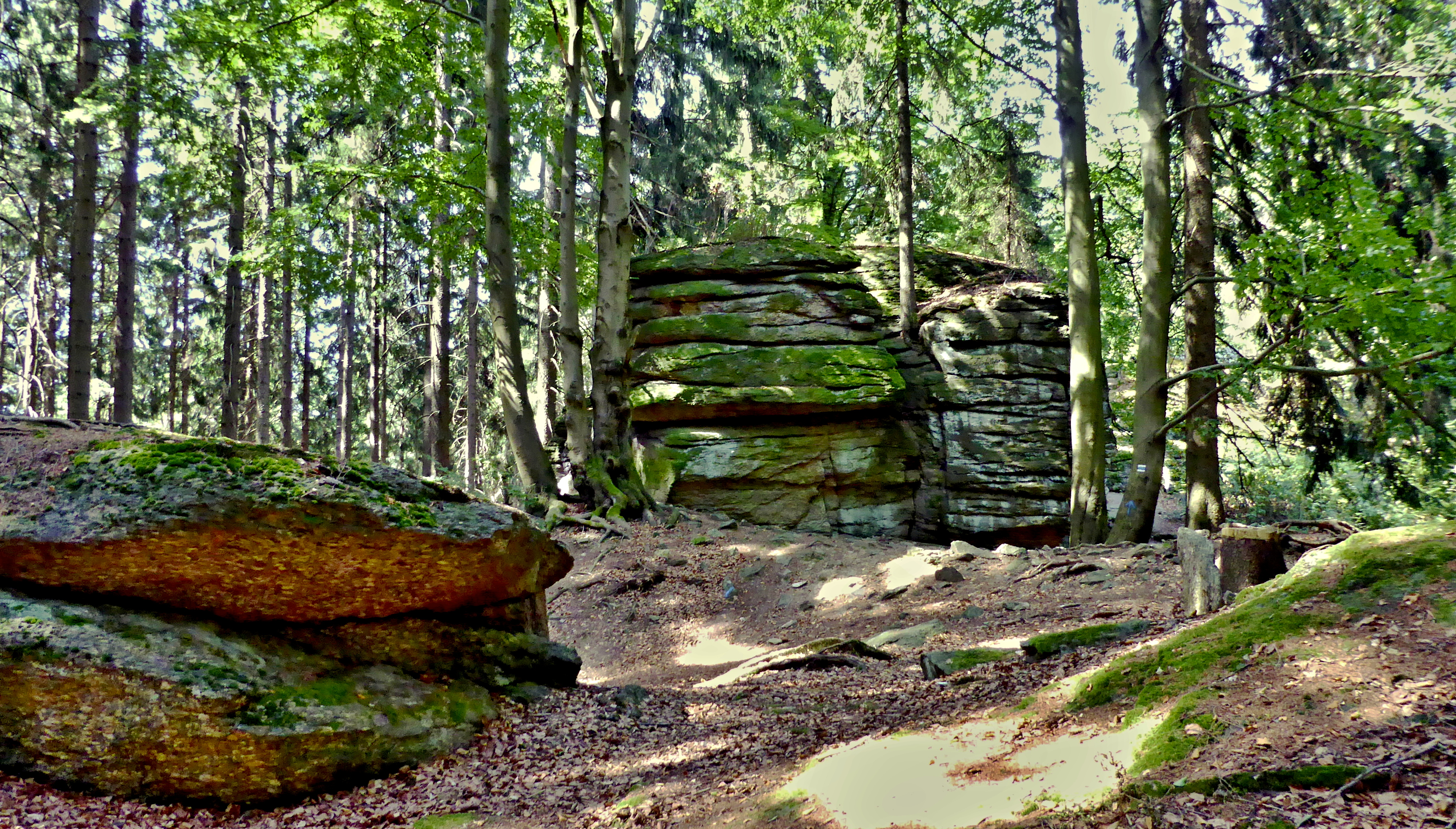
Vrcholová část krátkého hřbetu, v pozadí skalní útvar Skříň

Nadmořskou výškou se hlavní linie hřbetu od severozápadu k jihovýchodu postupně snižuje, od výškového bodu Karlštejn (784 m n. m.) na katastrálním území Svratouch ve směru Bubnovaného kopce (781 m n. m.) na katastrálním území Pustá Rybná, od něho více k jihu, k vrcholu Milovské Perničky (757 m n. m.) na katastrálním území Březiny u Poličky.
Mezi vrchy Karlštejn a Bubnovaný kopec vybíhá od severovýchodu nejprve k západo-jihozápadu a zhruba ve dvou třetinách závěru k jihozápadu (čelo) bezejmenný dílčí hřbet, identifikovatelný dle vrstevnic ve státním mapovém díle. V ose hřbetnice, protažený zhruba 300 m do říčního údolí Svratky, zalesněný terén mírně stoupá z nadmořské výšky 750 m do 752 m na čele hřbetu. V závěru hřbetu tzv. vybočuje nad severozápadní úbočí až 40 m dlouhá skalní hradba typu ostrohu, nadmořskou výškou dosahuje až 765 m na vrcholovém skalisku (Zámecká věž).

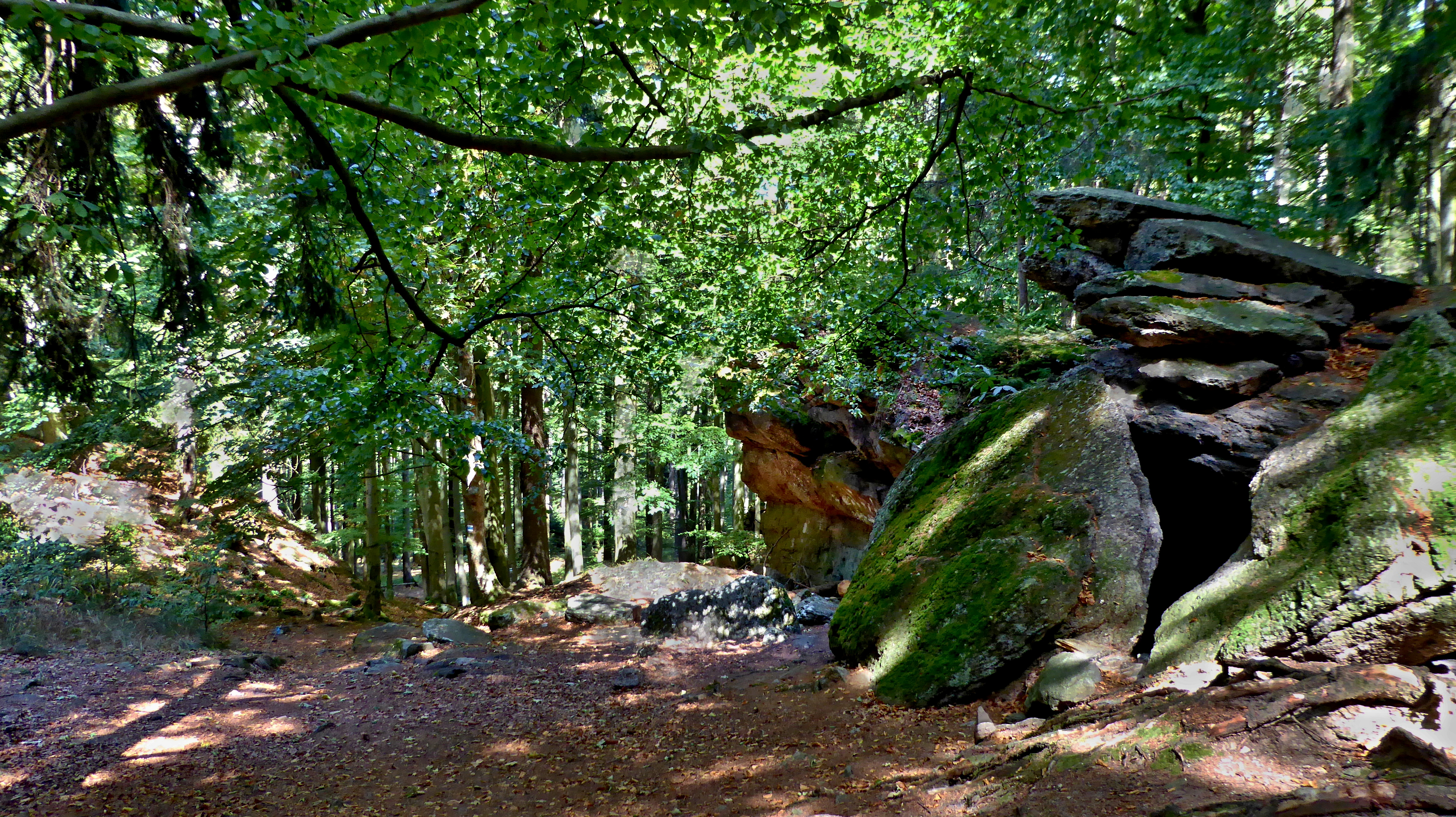
Vrcholová část hřbetu, skalní útvar Hradiště

Vedlejší hřbet je na severozápadě a jihovýchodě ohraničen příkrým úbočím s klesajícím terénem do úžlabí protékaných vodotečemi. Úžlabím na severozápadě teče Mlýnský, v dolním toku Cikánecký potok (název od katastrálního území Česká Cikánka), úžlabí se k jihozápadu mírně rozevírá ve směru Devítiskalské vrchoviny. Úžlabím na jihovýchodě protéká bezejmenná vodoteč směrem do Milovské kotliny. Oba vodní toky jsou levostranné přítoky řeky Svratky.
Vrcholovou část dílčího hřbetu se skupinou skal oddělují od zbývající části hřbetu v lesním terénu zřetelné příkopy, v oblouku obepínající zhruba od severu k jihu hlavní uskupení skal. Příkopy, původně hlubší, časem však zanesené zvětralinami, opadem listí a jehličí stromů, postupně nově vytvořenou lesní zeminou – mělkou a kyselou půdou, jsou antropogenní (člověkem vytvořené) zbytky opevnění historického sídla typu hradiště.

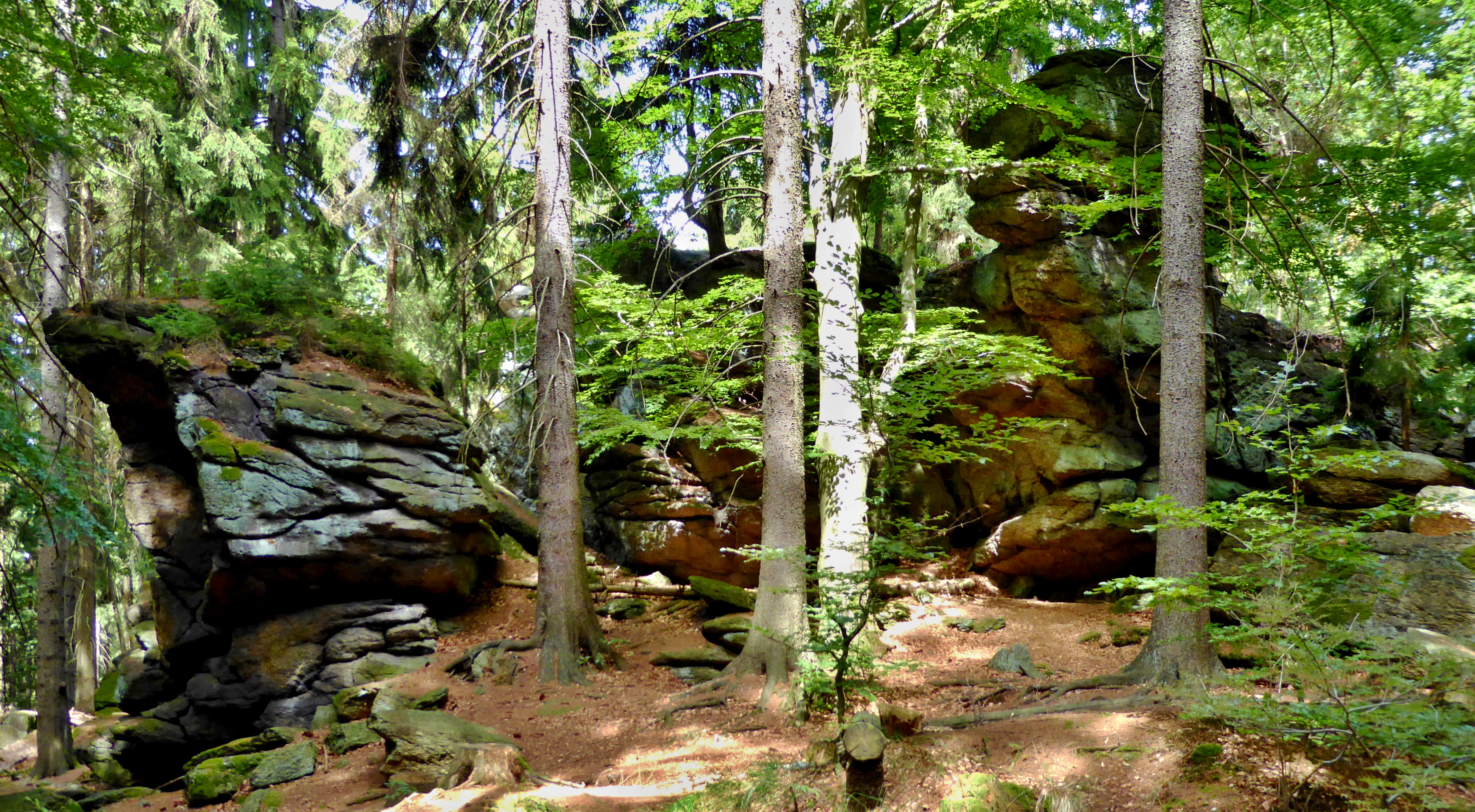
Vlevo Spárová věž, za stromy skalní útvar Hlava

Skalní hradba příčnými puklinami členěná na skalní bloky, ve směru od hřbetnice s názvy Skříň (až 7,8 m vysoká jižní stěna, výrazná deskovitá odlučnost hornin), Hlava (až 7,6 m vysoká jižní stěna, úpatní skalní převis – tzv. abri), Spárová věž (až 8 m vysoká na jihozápadě, výrazná puklina, v ní deskovitý balvan ze skalního řícení) a Zámecká věž (na severu až 22 m vysoká oproti úpatí, vrcholové skalisko oddělené širokou rozsedlinou lidově zvanou okno, skála s řadou skalních říms a puklinovou jeskyní).
Od skalní hradby ve vzdálenosti asi 16 m na severovýchod se nacházejí dva menší samostatné skalní útvary. Blíže ke hřbetnici je to Hradiště, až 5,6 m vysoké skalisko, typické deskovitým balvanem ze skalního řícení, rozlomeným na dvě části opřené o skalní blok (v roce 1868 balvan ještě celistvý dle popisu lokality Františkem Zákrejsem, viz část Historie). Níže po svahu pak kolem 5 až 8 m vysoké skalisko nazvané Rasovna s charakteristickou deskovitou odlučností a také zřetelnou deformační strukturou tzv. ok (dvojslídný hrubozrnný metagranit). 

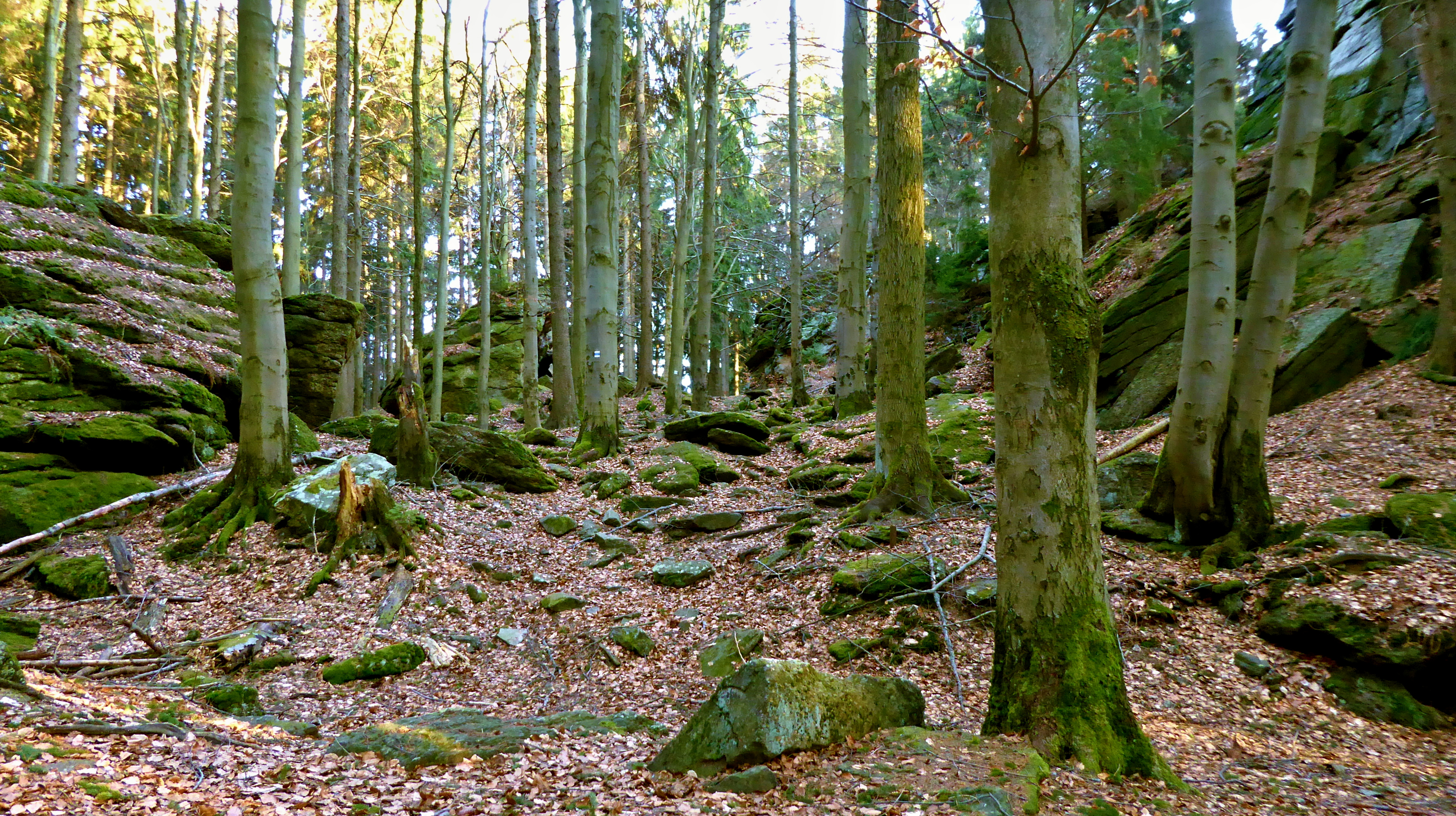
Prostor mezi skalisky s turistickou trasou Klubu českých turistů (modrá značka), pohled k vrcholu krátkého hřbetu

Skalní hradba (útvary Skříň, Hlava, Spárová věž a Zámecká věž) a dvě menší skály (Hradiště, Rasovna) ohraničují malý průchozí prostor (zhruba 40 × 16 metrů), jímž je vedena modře značená turistická trasa Klubu českých turistů. Pod hlavním uskupením skal se nachází úpatní kamenná halda s mezisuťovými prostory – kamenná suť zčásti zakrytá zvětralinami v důsledku eroze, níže pak balvanový proud.
Na jihozápadním úbočí svahového hřbetu, od vrcholové skalní Zámecké věže asi 130 m vzdálené (azimut 245°), izolované skalisko s názvem Pivovar, výrazně ze všech stran vyčnívající nad okolní terén (podobně jako skalní útvar nazývaný tor). Základna skalního útvaru výšky až 15 m je v nadmořské výšce 730 m, na severní straně je řícením skal vzniklý převis a malá jeskyně, ve vrcholové části pak dvě skalní mísy vzniklé zvětráváním a řada skalních puklin.
Terén jihozápadních svahů na čele zalesněného hřbetu klesá z nadmořské výšky 752 m do lesních lokalit Bílá skalka, níže V kládí, dle vrstevnicové mapy až do nadmořské výšky 612 m u koryta řeky Svratky, nejnižší polohy úpatí hřbetu jsou na jihovýchodě, v Milovské kotlině.

### Geologie

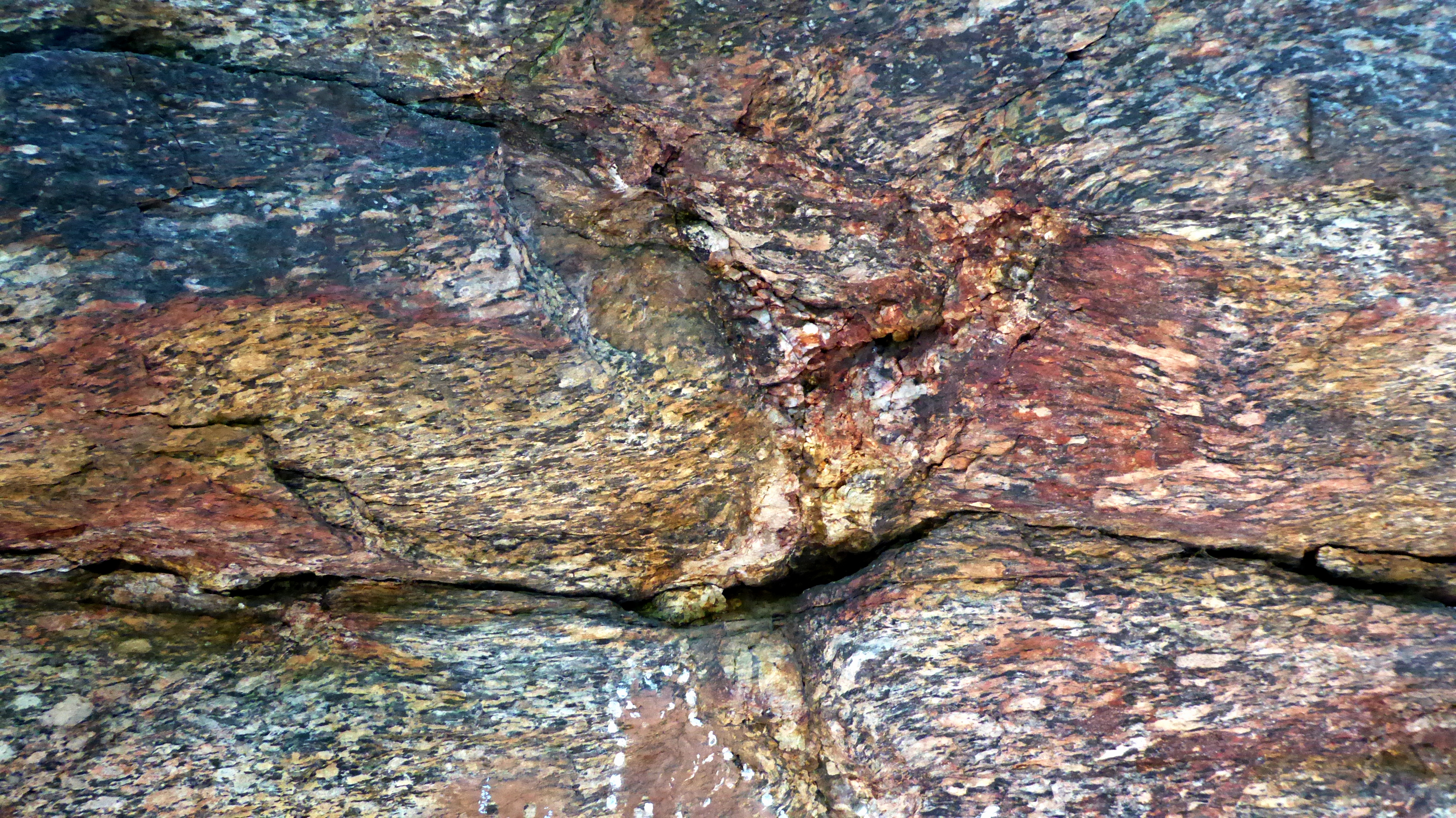
Struktura horniny skalního masivu na některých místech přírodní památky, zde skalní blok Hradiště

Skalní tvary na okrajovém hřbetu Borovského lesa jsou vypreparovány mrazovým zvětráváním ve starších čtvrtohorách (pleistocén) v blízkosti kontinentálního ledovce, pokrývajícího většinu severní Evropy. Jde okalní výstupy na pruhu hrubozrnných dvojslídných ortorul svrateckého krystalinika.
Skalní bloky jsou podkovovitě uspořádány a dosahují výšky kolem 10 metrů, nejvyšší skalisko (Zámecká věž) však až 22 m na severní straně. Jde o skaliska s výraznou deskovitou odlučností bloků, oddělených širokými puklinami.
Zkamenělý zámek je významná geologická lokalita, skalní výstupy magmatické ruly tvoří dvojslídný a hrubozrnný metagranit (výskyt vyrostlic K-živce a křemene), s  výraznou deformací struktury horniny do tvaru protažených ok (tzv. okatá dvojslídná ortorula), v některých částech skal je středně zrnitý dvojslídný migmatit, barevně šedý až načervenalý (hlavním minerálem biotit).
V lokalitě jsou pozorovatelné v migmatitech sevřené vrásy, deskovitá odlučnost hornin, řícením skal vzniklé skalní převisy, svahový pohyb (gravitační pochody, ploužení), odnos (vítr, voda) méně odolných hornin, ve svahu kamenité sutě (částečný zásyp zvětralinami), níže po svahu balvanový proud. 
Hlavní uskupení skal tvoří skalní hradba, puklinami členěná na mohutné bloky, ve směru od hřbetnice s názvy Skříň, Hlava, Spárová věž a výraznou rozsedlinou oddělená nejvyšší skalní Zámecká věž, v řádu desítek metrů na severovýchod od skalní hradby pak dva osamocené skalní útvary nazvané Hradiště a Rasovna a na jihozápadním svahu níže izolovaný skalní útvar pojmenovaný Pivovar.

### Geodiverzita

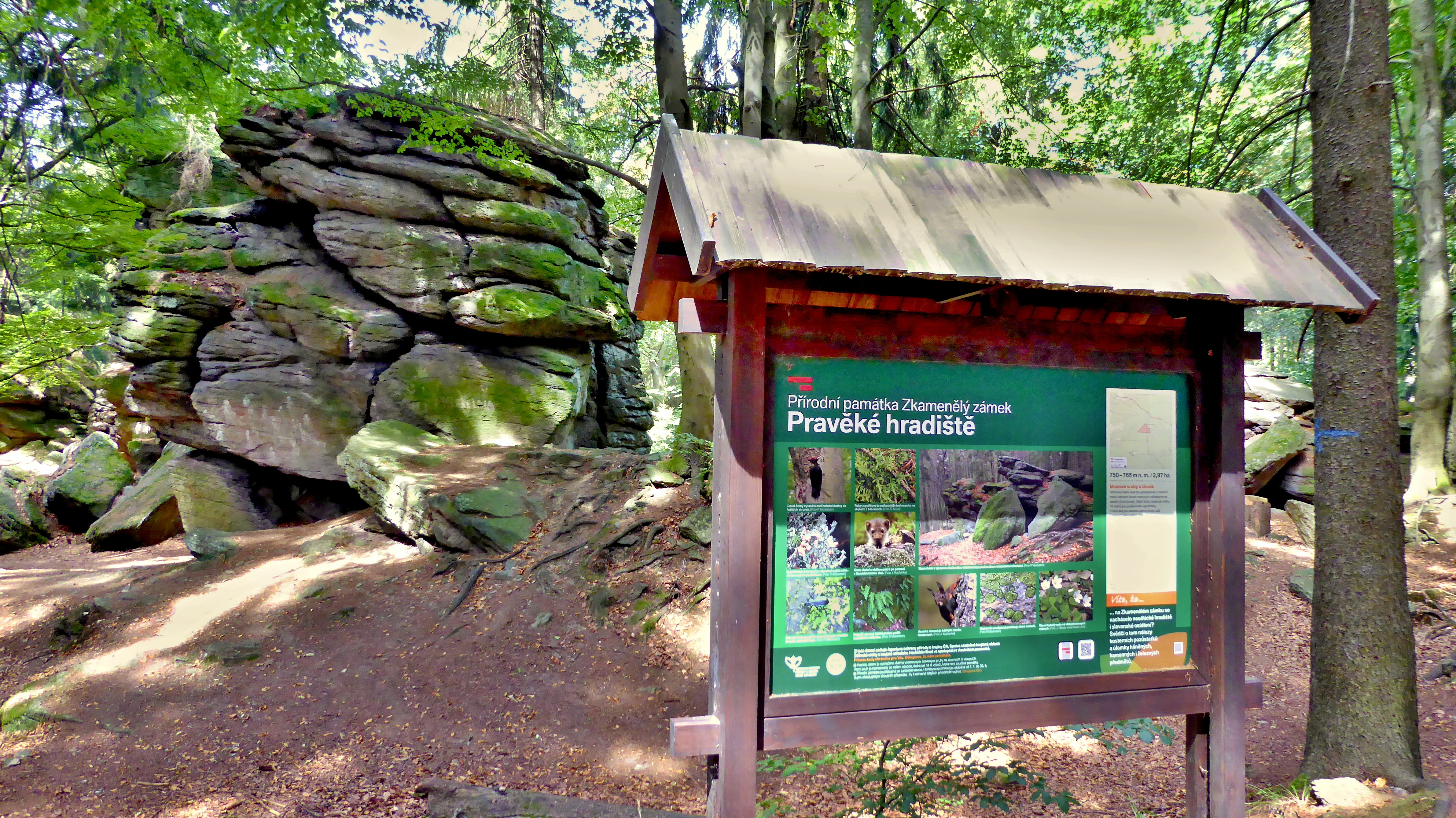
Přírodní a kulturní dědictví lokality prezentuje na vrcholu svahového hřbetu informační tabule Správy CHKO Žďárské vrchy

Rozmanitost území neživé přírody (geodiverzita) lokality má vícero hodnot, představuje část přírodního a kulturního dědictví oblasti Žďárských vrchů, například:
- kulturní – pověst o zkamenělém zámku, historie vývoje názvu lokality, publicistika[11]
- archeologickou a historickou – pravěké osídlení člověkem, slovanské hradiště, středověký hrádek, tvrz[10]
- estetickou – turistika v prostředí bizarních skal, inspirace pro fotografování, krajinomalbu
- funkční – stavba výšinného sídla, strážiště, úkryt obyvatel v době náboženské nesvobody a vojenských válečných operací[14]
- ekonomickou – cestovní ruch významný pro nedaleké obce, například Křižánky, Svratka, Svratouch
- pedagogickou – procesy kryogenní a gravitační, vznik puklinové jeskyně (geomorfologie), viditelné vrásy, modelace hornin podél ploch foliace (geologie), vznik mělkých a kyselých lesních půd (pedologie), osidlování člověkem, slovanské hradiště, pozůstatky historických staveb (historiografie) aj.

## Ochrana přírody
Předmětem ochrany je skupina skal a balvanité sutě v jejím okolí, ukázka mrazového zvětrávání rul na hřbetech Žďárských vrchů v periglaciálních podmínkách (vzniklých v blízkosti ledovce) v období pleistocénu.
V oblasti skal se nachází fragment přírodě blízkých lesních společenstev smrkových bučin.
Skupina skal je od roku 1970 v Chráněné krajinné oblasti Žďárské vrchy a se shodným názvem a územním vymezením od roku 1978 také v chráněné oblasti přirozené akumulace vod (CHOPAV) v povodí řeky Svratky (severozápad Hornosvratecké vrchoviny).
Rostlinný pokryv lokality tvoří převážně smrk ztepilý (Picea abies) s příměsí buku lesního (Fagus sylvatica), méně například bříza bělokorá (Betula pendula), javor klen (Acer pseudoplatanus) a jeřáb ptačí (Sorbus aucuparia), v podrostu brusnice borůvka (Vaccinium myrtillus), kapraď rozložená (Dryopteris dilatata), metlička křivolaká (Avenella flexuosa) a šťavel kyselý (Oxalis acetosella), skály jsou porostlé mechorosty (zjištěno 24 druhů).
Z ptactva je zaznamenán datel černý (Dryocopus martius), kalous ušatý (Asio otus), krahujec obecný (Accipiter nisus), krkavec velký (Corvus corax), ořešník kropenatý (Nucifraga caryocatactes), puštík obecný (Strix aluco), jen některé druhy však v lokalitě i hnízdí.

## Turistika a horolezectví

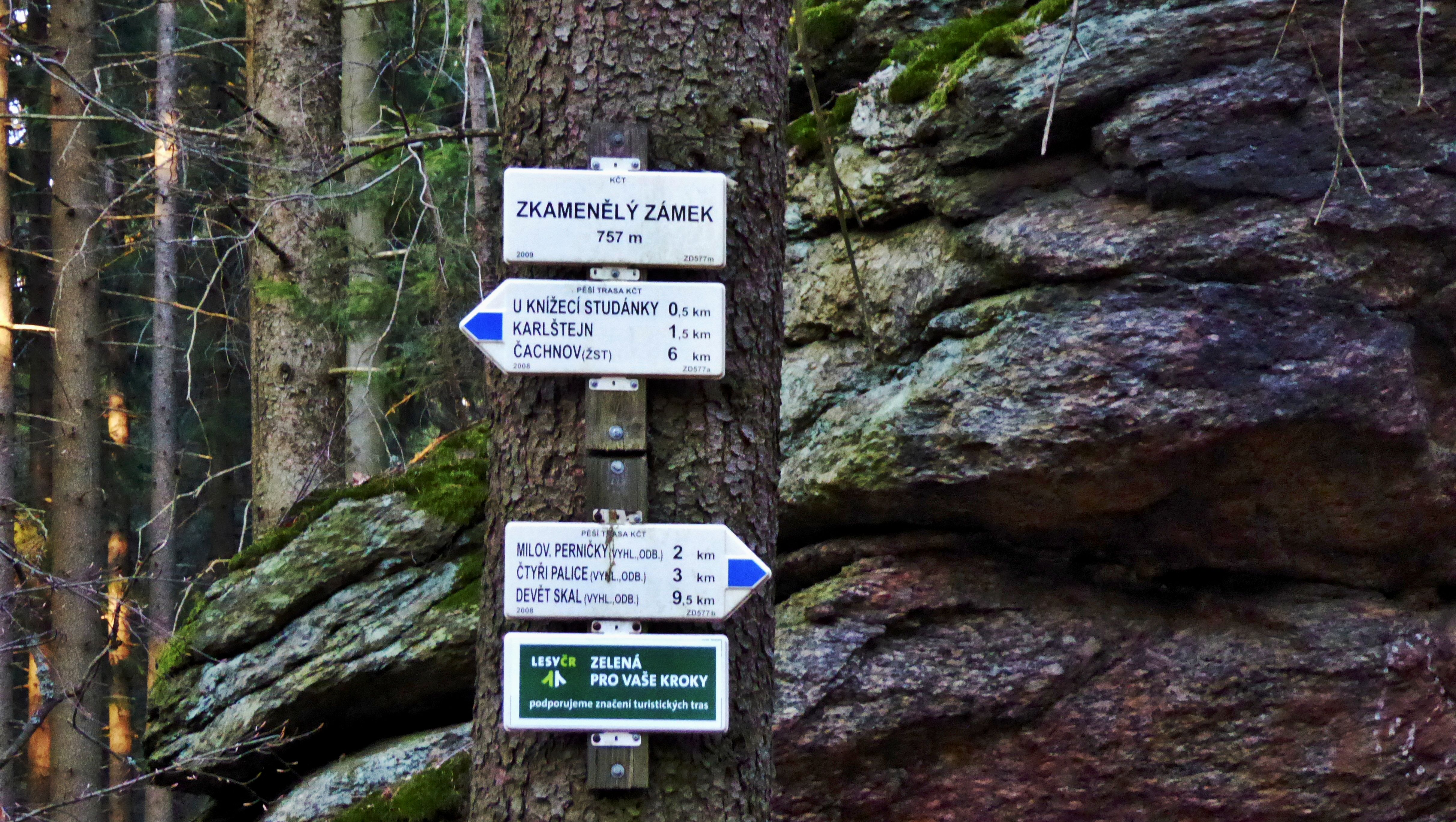
Turistická trasa Klubu českých turistů prochází mezi skalisky, informační tabulka umístěna u skalního bloku Hradiště, několik desítek metrů od vrcholu svahového hřbetu

Zkamenělý zámek je dostupný po modře značené turistické trase Klubu českých turistů, vede od severu ze železniční zastávky Čachnov na trati Svitavy – Žďárec u Skutče, přes evropské rozvodí Labe – Dunaj a lovecký zámeček Karlštejn, do lokality přírodní památky. Od Zkamenělého zámku trasa pokračuje k jihu, ke skalním útvarům Milovské Perničky a Čtyři palice.
Turistická trasa vedoucí od loveckého zámku Karlštejn směřuje mezi skalisky po úbočí svahového hřbetu na vrchol terénního valu (asi 752 m n. m.) k informační tabuli s názvem Přírodní památka Zkamenělý zámek – Pravěké hradiště, od ní klesá na jih příkrým svahem k přístřešku Pod Zkamenělým zámkem.
V oblasti skal je na vyznačených úsecích povolena horolezecká činnost v období od 1. července do 28. února.

### Nadmořská výška
Český zeměměřický a katastrální úřad neuvádí v databázi bodových polí žádný geodetický bod na zvláště chráněném území, nadmořskou výšku terénu vyznačuje kóta 768 m v základní topografické mapě měřítka 1 : 10 000. Rozsah poloh v nadmořských výškách 720 až 765 m prezentuje dokumentace přírodní památky v evidenci Agentury ochrany přírody a krajiny (digitální registr ÚSOP – Ústřední seznam ochrany přírody). Nejvyšší poloha je vztažena k vrcholu skalního bloku s názvem Zámecká věž (765 m n. m.). V dokumentaci Správy CHKO Žďárské vrchy není uveden způsob určení nejvyšší nadmořské výšky.
V lokalitě skal umístěná informační tabulka Klubu českých turistů uvádí nižší nadmořskou výšku 757 m (viz foto výše) a shodně ji zmiňuje i Zeměpisný lexikon ČR – Hory a nížiny, v roce 2006 vydaný Agenturou ochrany přírody a krajiny České republiky.
V roce 2014 byla vydána publikace Za skalními útvary CHKO Žďárské vrchy (autoři Aleš Bajer, Václav Hlaváč, Karel Kirchner a Lucie Kubalíková). U celkem patnácti skalních útvarů prezentovali autoři údaje pocházející z výzkumných zpráv v rozmezí let 2006 až 2009 (po vydání Zeměpisného lexikonu ČR – Hory a nížiny). U lokality Zkamenělý zámek uveden rozsah nadmořských výšek 720–765 m, zmíněno v lokalitě i měření výšky skal (například u skaliska Pivovar výška 18 m v horolezeckém průvodci a nově zjištěná 15 m), způsob měření neuveden.
Nadmořská výška vrcholové části vedlejšího hřbetu se skalními útvary je dle vrstevnicové mapy v polohách 752 m až 754 m na čele, v terénu je ovlivněna antropogenními tvary – člověkem navršenými valy a vyhloubenými příkopy (původně opevnění historického hradiště). Rozměry příkopů kolísají (hloubka až 1,5 m a šířka až 3 m). Přes nerovnosti terénu je vedená turistická trasa.

## Galerie

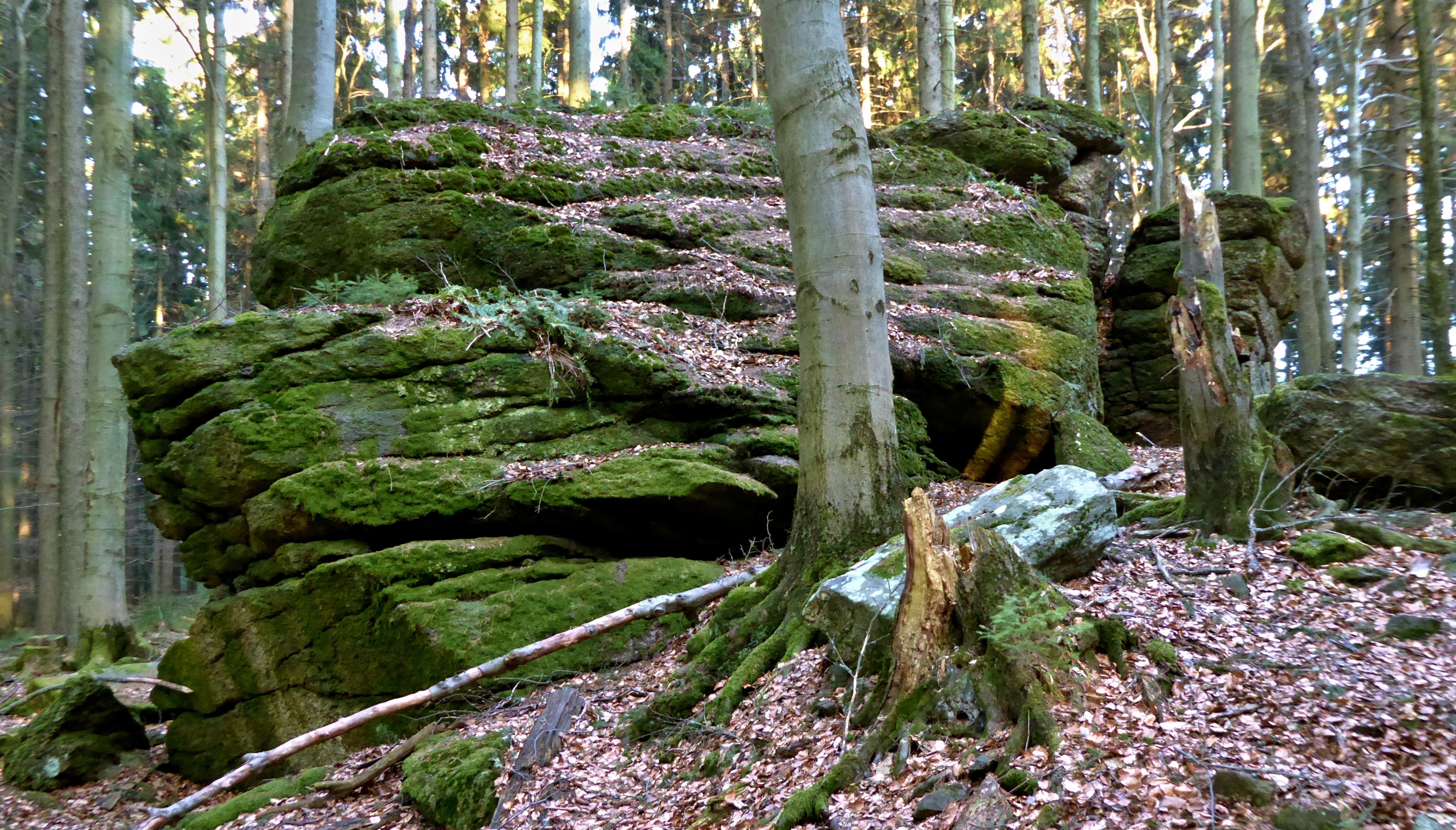
Skalní blok Rasovna tvoří samostatný útvar při turistické trase, původ názvu zdroje neuvádí
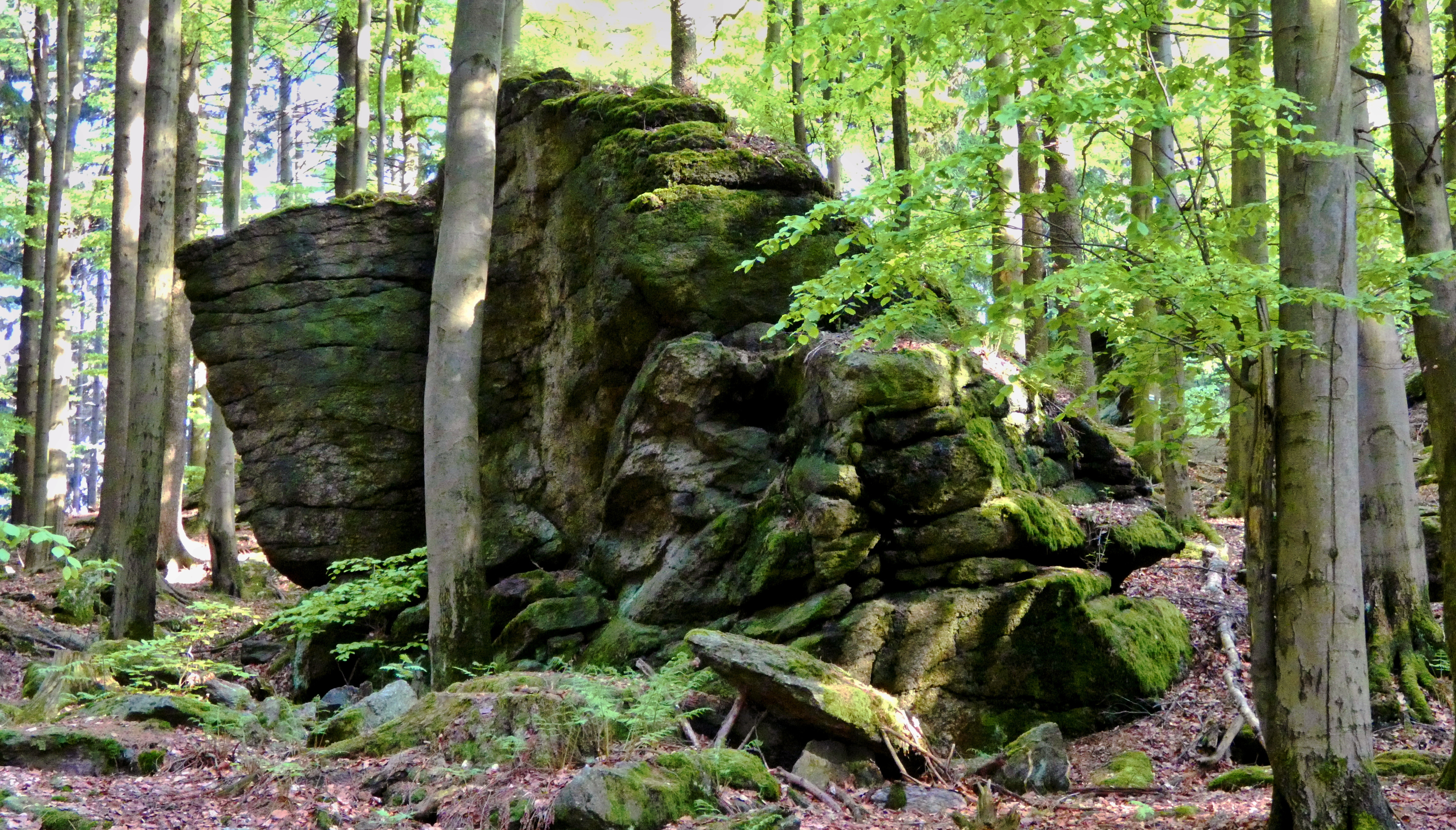
Pohled na skalní útvar Rasovna od severu, zleva patrný mělký příkop antropogenního původu
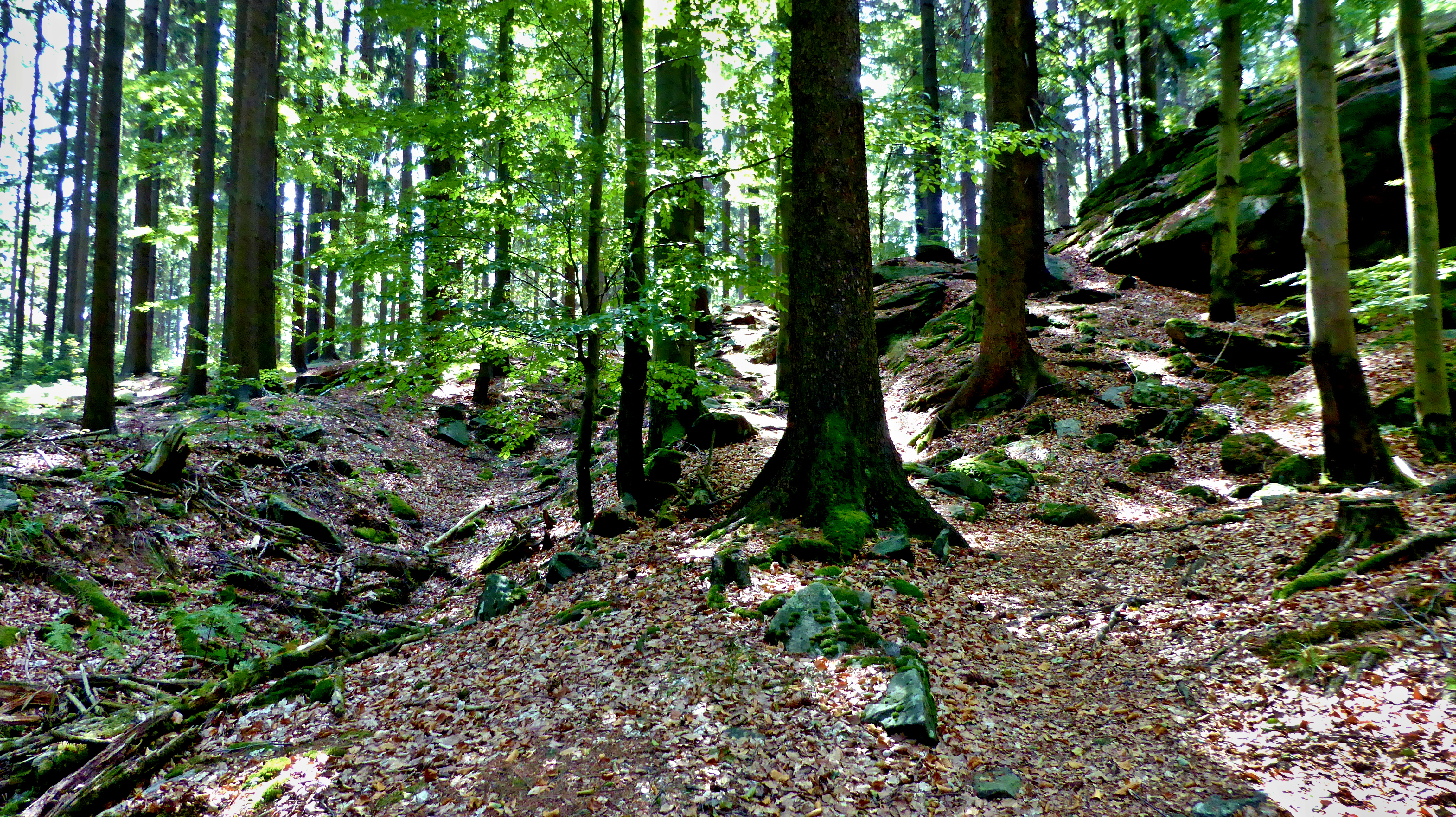
Příkop severovýchodně od skalních bloků Rasovna a Hradiště (část skaliska v záběru)
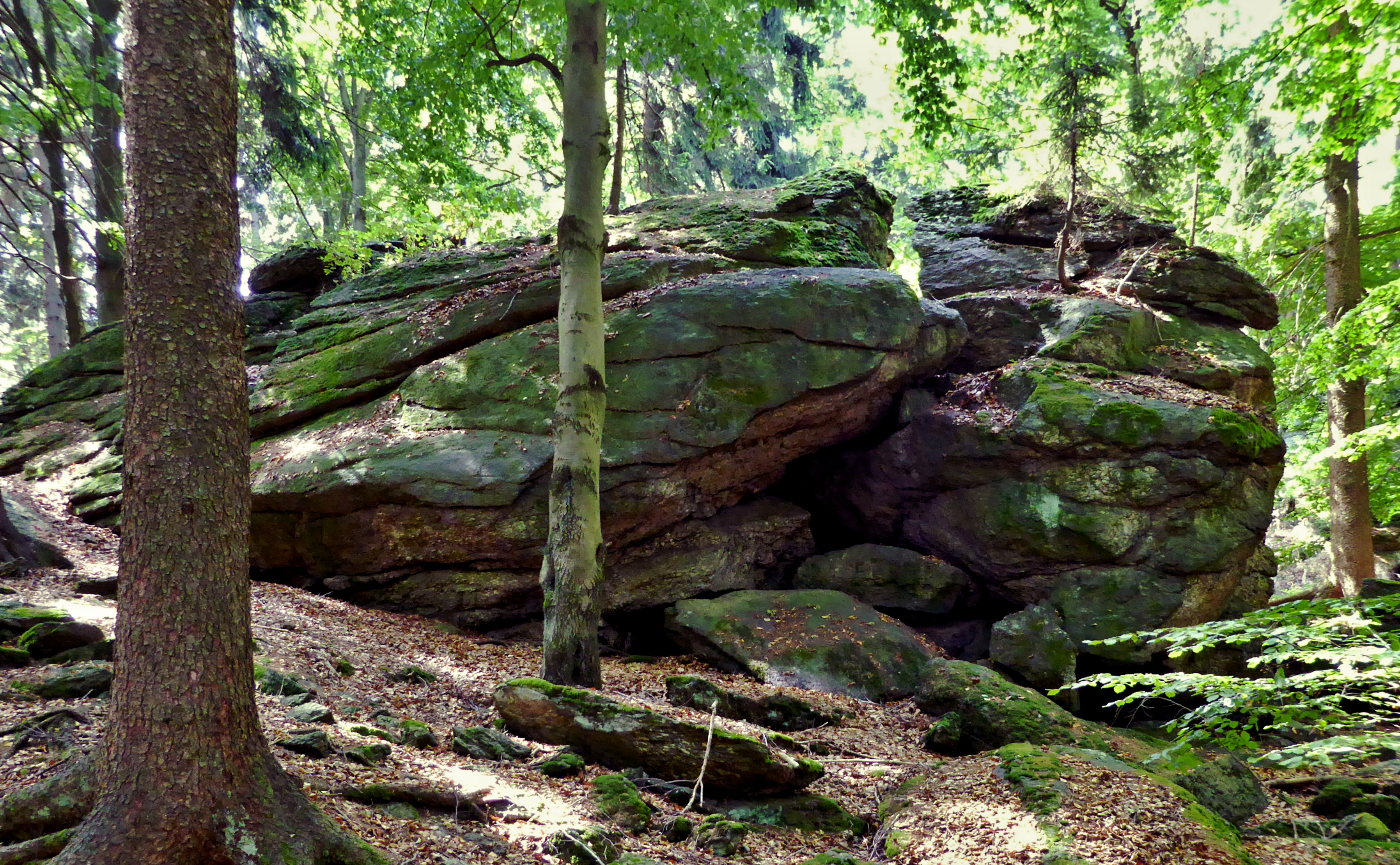
Skalní blok Hradiště od severovýchodu, z příkopu vybudovaného v oblouku nad skaliskem
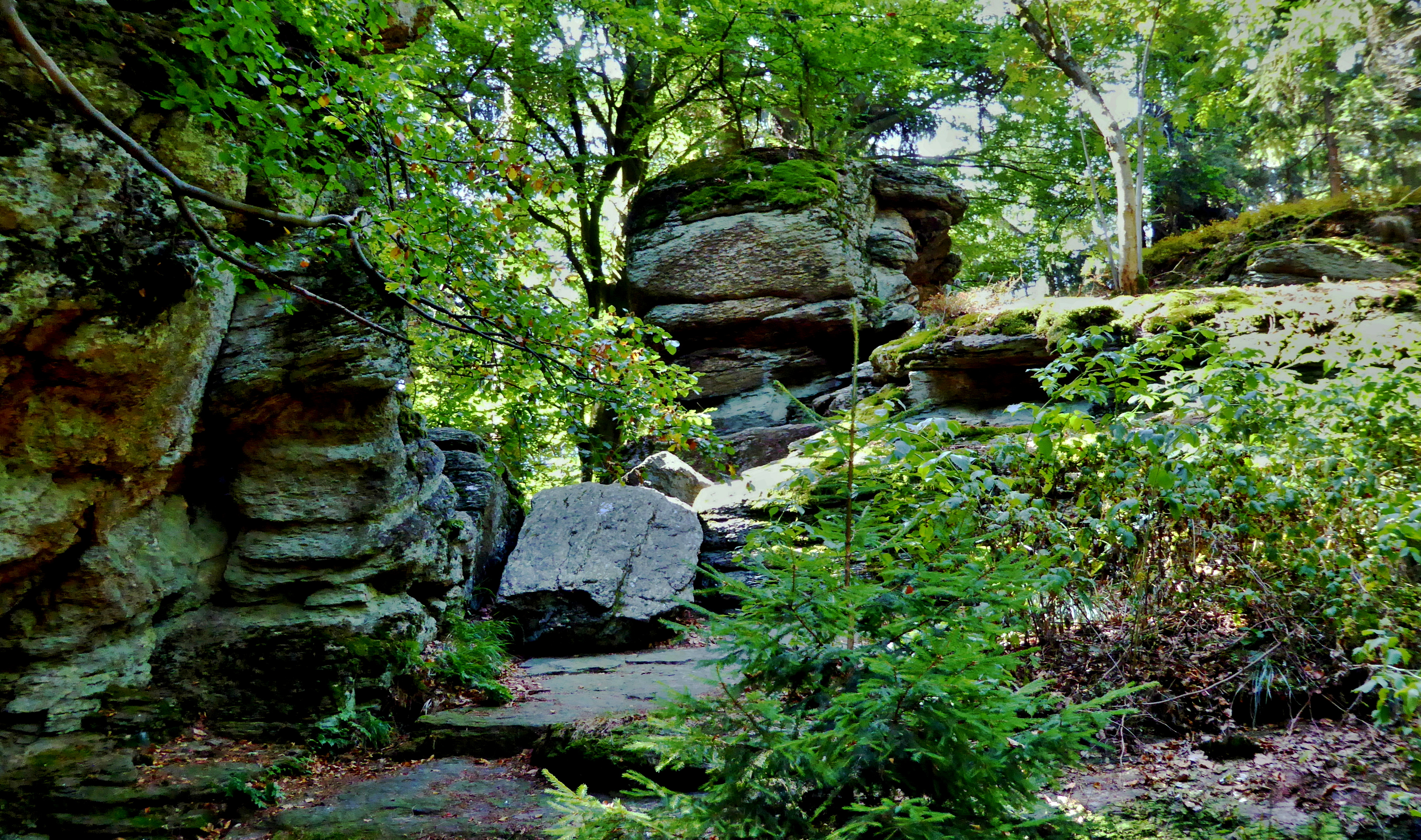
Vlevo část skalního bloku Skříň, ze skalního řícení pochází balvan uprostřed záběru, nad ním skalní útvar Hlava
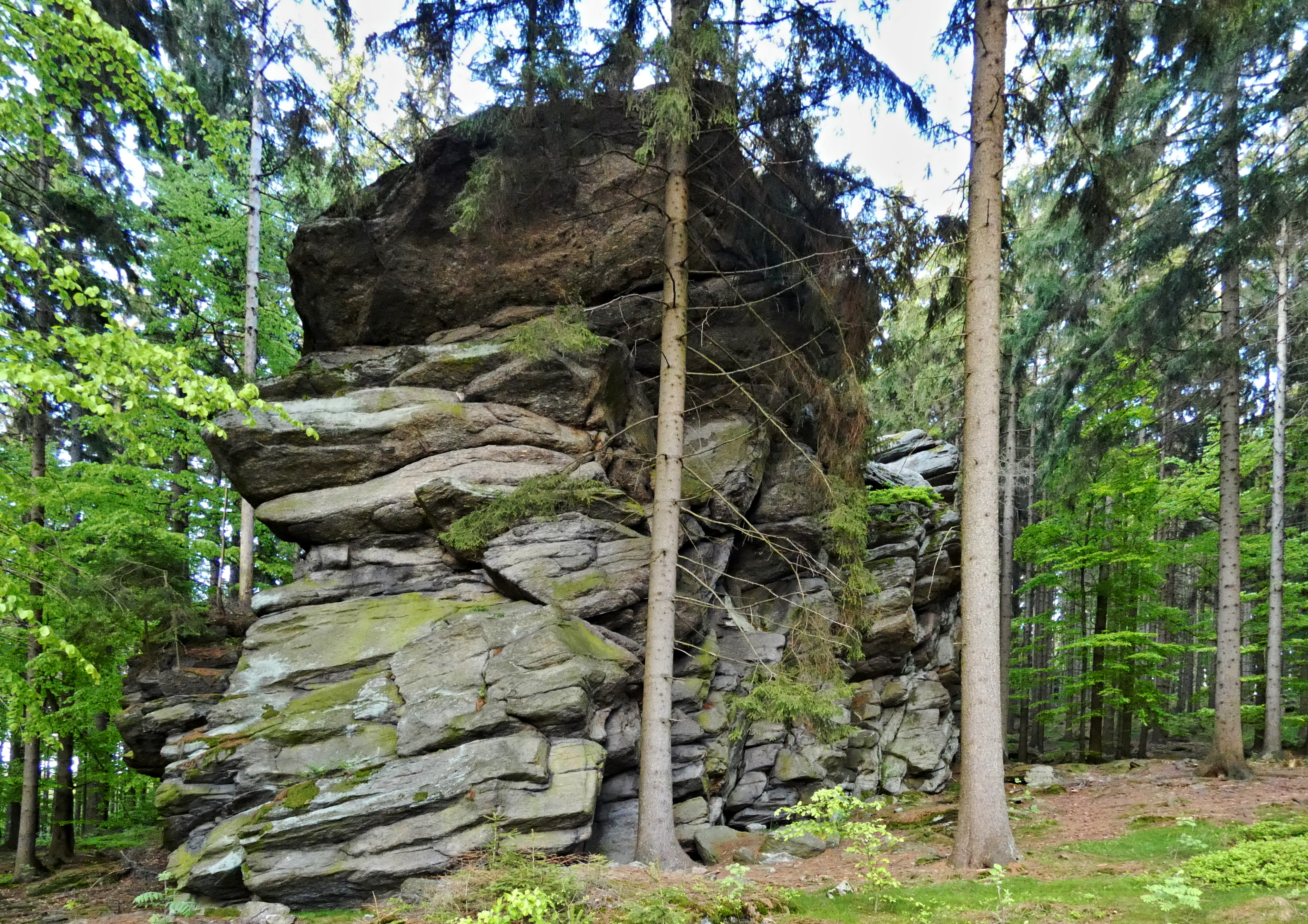
Izolovaný skalní blok Pivovar je situován 130 m od skupiny skal na jihozápad (pohled od západu)
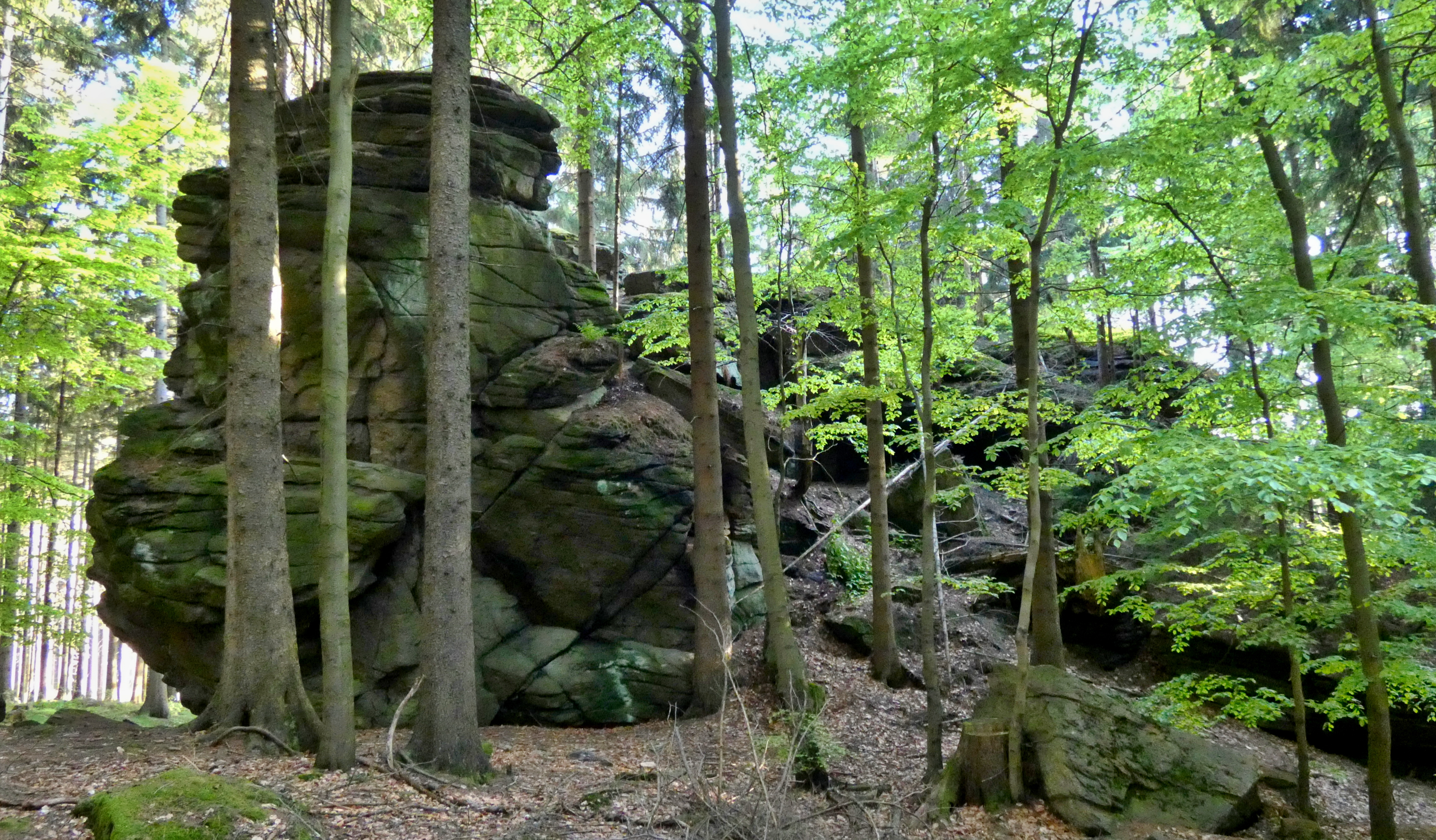
Skalní útvar Pivovar od severu, nachází se mimo turistickou trasu na okraji zvláště chráněného území